# إيريكس
إيريكس (باليونانية:Ἔρυξ) هي مدينة قديمة في جبل في غرب صقلية، على بعد حوالى 10 كم من دريبانا (تراباني حالياً) وعلى بعد 3 كم من الساحل البحر. تقع حالياً في موقع إريتشي الحديثة.